# Resolució 920 del Consell de Seguretat de les Nacions Unides
La Resolució 920 del Consell de Seguretat de les Nacions Unides fou adoptada per unanimitat el 26 de maig de 1994. Després de recordar les resolucions 637 (1989), 693 (1991), 714 (1991), 729 (1991), 784 (1991), 791 (1992), 832 (1993), i 888 (1993), el Consell va discutir l'aplicació dels acords de pau a El Salvador i va ampliar el mandat de la Missió d'Observació de les Nacions Unides al Salvador (ONUSAL) fins al 30 de novembre de 1994.
Es va donar la benvinguda a la finalització reeixida del procés electoral al país, malgrat algunes irregularitats menors. Es va donar la benvinguda als esforços del Secretari General Boutros Boutros-Ghali per donar suport a la implementació dels acords signats pel Govern d'El Salvador i el Frente Farabundo Martí para la Liberación Nacional (FMLN). Es va assenyalar que s'havien produït avenços significatius en el procés de reconciliació nacional, però hi havia preocupació pels retards en la implementació plena dels acords de pau. En aquest context, es va acollir un acord de les parts per implementar les parts més importants dels acords.
El Consell va acollir amb satisfacció que les eleccions se celebressin en un entorn lliure, just i segur. Es va demanar a totes les parts que cooperessin amb el secretari general i la ONUSAL per aplicar les parts restants dels acords de pau, demanant que el Secretari General informés al Consell fins al 31 d'agost de 1994 sobre els progressos realitzats. En particular, calia avançar en les disposicions policials i de seguretat pública dels acords relatius a la desmobilització i millorar el caràcter de la Policia Civil Nacional. També es va instar als partits a eliminar els obstacles als programes de transferència de terres, accelerar els programes de reintegració dels excombatents d'ambdues parts i aplicar recomanacions de la Comissió de la Veritat.
Finalment, es va instar a tots els països i institucions financeres i de desenvolupament a contribuir al procés de pau a El Salvador, i va demanar al Secretari General que informés per l'1 de novembre de 1994 sobre la retirada de la ONUSAL i la finalització del seu mandat.